# مطار يشان
مطار يشان (بالإنجليزية: Wuyishan Airport)‏ (إياتا: WUS، إيكاو: ZSWY) يقع في مدينة يشان في جمهورية الصين الشعبية. صنف مطار يشان في المرتبة الثامنة والستون في الصين من حيث عدد الركاب عام 2011 وفقًا لإدارة الطيران المدني في الصين، حيث تعامل مع 594,562 راكب، وبلغ إجمالي حركة الطائرات (القادمة والمغادرة) 5,249 طائرة وقد بلغت كمية البضائع المنقولة عبر المطار 840 طن.

## شركات الطيران والوجهات
| شركـات طيـران       | الوجهات |
| ------------------- | --- |
| طيران الصين         | مطار تشنغدو تيانفو الدولي |
| خطوط شاندونغ الجوية | مطار قوانغتشو باييون الدولي، مطار قويلين يانغ جيانغ الدولي، مطار جينان الدولي، مطار غينغادو جياودونغ الدولي، مطار شيامن قاوتشي الدولي، مطار شيان شيانيانغ الدولي |
| خطوط سيتشوان الجوية | مطار بكين العاصمة الدولي، مطار تشنغدو تيانفو الدولي، مطار هونغ كونغ الدولي                                                                                       |